# Papiersnijder

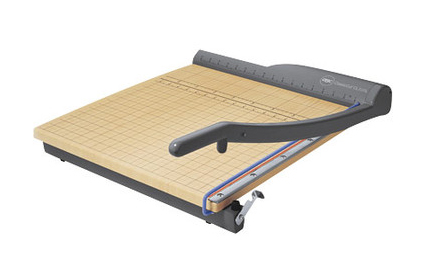
Een papiersnijder met snijmes.

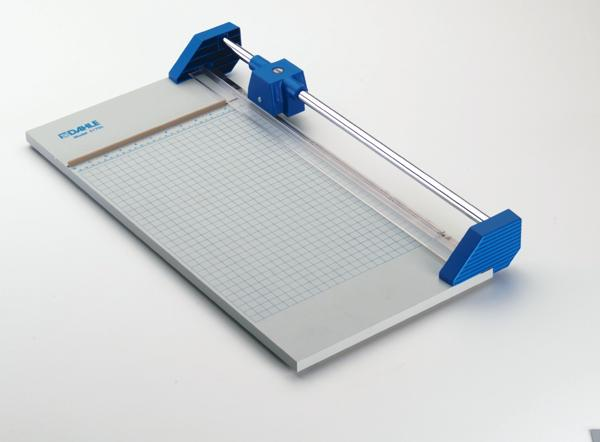
Een rolsnijmachine.

Een papiersnijder is een gebruiksvoorwerp om manueel kleine hoeveelheden papier op een nauwkeurige manier af te snijden alsook een machine om grote hoeveelheden papier in één beweging af te snijden. Het manuele toestel werd uitgevonden door Milton Bradley, stichter van gezelschapsspellen fabrikant Milton Bradley Company, algemeen bekend onder de naam MB.

## Manuele papiersnijder
De traditionele papiersnijder is een gebruiksvoorwerp dat werkt met een snijmes. Omdat er bij onvoorzichtig gebruik zich verwondingen kunnen voordoen is er een alternatieve vorm op de markt gekomen, de rolsnijmachine, waarbij het papier niet meer afgehakt wordt, maar waar een mesje het papier afsnijdt onder een liniaal met inkeping. De papiersnijder met snijmes worden nu ook verkocht met een veiligheid waar het snijmes afgeschermd is onder een afschermkap. De meeste papiersnijders hebben een werkplateau met schaalverdeling en markeringen, vaak in centimeter en inch om het papier nauwkeurig te kunnen uitlijnen.
Het toestel wordt gebruikt op kantoor en is ook geschikt voor thuisgebruik. Het wordt gebruikt als alternatief voor de traditionele papierschaar waarbij een meer nauwkeurige afsnijding gewenst is, zoals bijvoorbeeld voor op een printer afgedrukte foto's. De meeste papiersnijders voor thuisgebruik hebben een A4 formaat, maar er bestaan er ook in A3 formaat.

## Industriële papiersnijder
De industriële papiersnijder is een machine die grote hoeveelheden papier kan snijden, bijvoorbeeld bij de productie van boeken, tijdschriften en kranten. De oudere versie is een half-automatische machine waarbij het papier op de juiste plaats wordt gelegd en waarbij uit veiligheidsoverwegingen de operator op twee knoppen moet drukken om het papier af te snijden. De moderne versies zijn grote volautomatische en computergestuurde machines.